# Сент-Олив
Сент-Олив (фр. Sainte-Olive) — коммуна во Франции, находится в регионе Рона — Альпы. Департамент — Эн. Входит в состав кантона Сен-Тривье-сюр-Муаньян. Округ коммуны — Бурк-ан-Брес.
Код INSEE коммуны — 01382.

## География
Коммуна расположена приблизительно в 370 км к юго-востоку от Парижа, в 30 км севернее Лиона, в 31 км к юго-западу от Бурк-ан-Бреса.
На территории коммуны есть много озёр.

## Климат
Климат полуконтинентальный с холодной зимой и тёплым летом. Дожди бывают нечасто, в основном летом.

## Население
Население коммуны на 2010 год составляло 303 человека.
| 1962 | 1968 | 1975 | 1982 | 1990 | 1999 | 2010 |
| ---- | ---- | ---- | ---- | ---- | ---- | ---- |
| 135  | 110  | 115  | 157  | 196  | 254  | 303  |

## Администрация
| Период | Период | Фамилия      | Партия | Примечания |
| ------ | ------ | ------------ | ------ | ---------- |
| 1977   | 1999   | Эме Лассю    |        |            |
| 2000   | 2008   | Жан Сен-Сир  |        |            |
| 2008   | 2014   | Клод Ренье   |        |            |
| 2014   | 2020   | Тьерри Пошар |        |            |

## Экономика
В 2010 году среди 208 человек трудоспособного возраста (15—64 лет) 162 были экономически активными, 46 — неактивными (показатель активности — 77,9 %, в 1999 году было 81,3 %).  Из 162 активных жителей работали 157 человек (86 мужчин и 71 женщина), безработных было 5 (3 мужчин и 2 женщины).  Среди 46 неактивных 15 человек были учениками или студентами, 23 — пенсионерами, 8 были неактивными по другим причинам.

## Фотогалерея

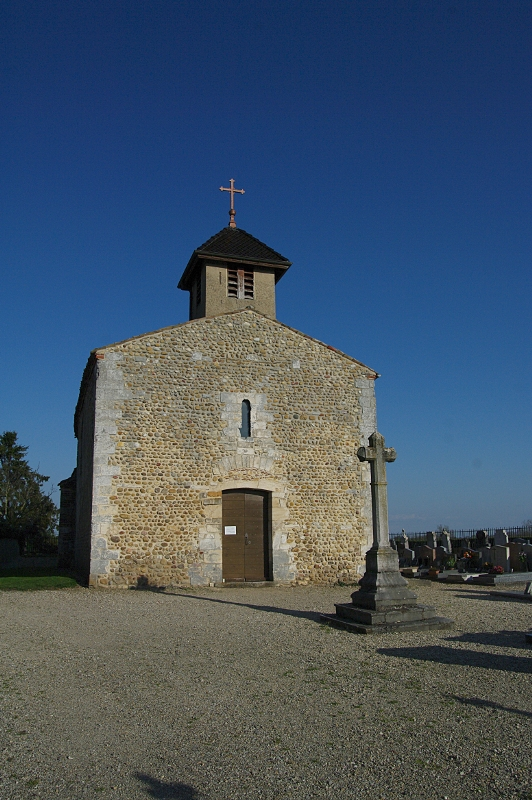
Церковь
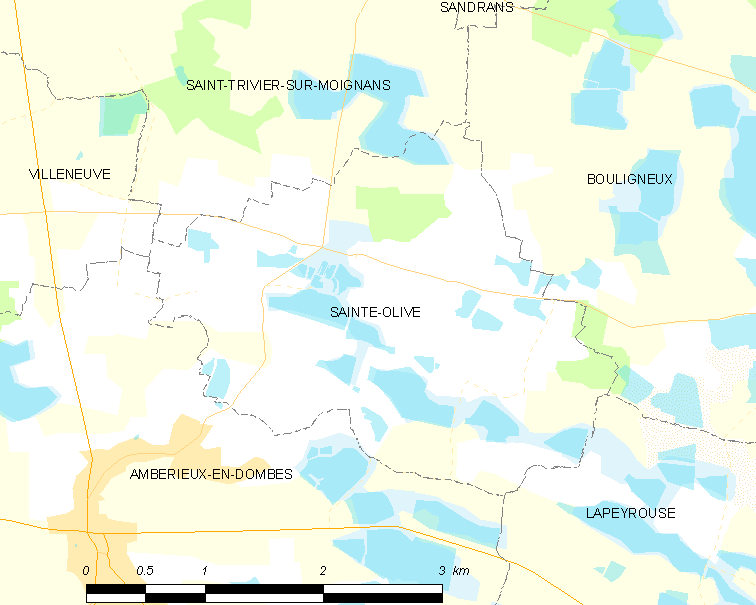
Карта коммуны